# Corte d'appello di Napoli

Territorio del distretto di corte d'appello di Napoli

Il distretto della Corte d'appello di Napoli è formato dai circondari dei Tribunali ordinari di Avellino, Benevento, Napoli, Napoli Nord in Aversa, Nola, Santa Maria Capua Vetere e Torre Annunziata.
Costituisce una delle due Corti d'appello nel territorio della regione Campania.

## Competenza territoriale civile e penale degli uffici del distretto
Le circoscrizioni territoriali sono aggiornate al testo della legge 27 febbraio 2015, n. 11 e dei decreti ministeriali 22 aprile 2015 e 29 luglio 2015.

## Tribunale di Avellino

### Giudice di pace di Avellino
Aiello del Sabato, Altavilla Irpina, Atripalda, Avella, Avellino, Baiano, Candida, Capriglia Irpina, Castelvetere sul Calore, Cesinali, Chiusano di San Domenico, Contrada, Forino, Grottolella, Lapio, Manocalzati, Mercogliano, Montefalcione, Monteforte Irpino, Montefredane, Montemarano, Montemiletto, Mugnano del Cardinale, Ospedaletto d'Alpinolo, Parolise, Pietrastornina, Prata di Principato Ultra, Pratola Serra, Quadrelle, Salza Irpina, San Mango sul Calore, San Michele di Serino, San Potito Ultra, Santa Lucia di Serino, Santa Paolina, Sant'Angelo a Scala, Santo Stefano del Sole, Serino, Sirignano, Sorbo Serpico, Sperone, Summonte, Torre Le Nocelle, Tufo, Volturara Irpina

### Giudice di pace di Cervinara
Cervinara, Roccabascerana, Rotondi, San Martino Valle Caudina

### Giudice di pace di Lauro
Domicella, Lauro, Marzano di Nola, Moschiano, Pago del Vallo di Lauro, Quindici, Taurano

### Giudice di pace di Montoro
Montoro, Solofra

### Giudice di pace di Sant'Angelo dei Lombardi
Andretta, Aquilonia, Bagnoli Irpino, Bisaccia, Cairano, Calabritto, Calitri, Caposele, Cassano Irpino, Castelfranci, Conza della Campania, Frigento, Gesualdo, Guardia Lombardi, Lacedonia, Lioni, Montella, Monteverde, Morra De Sanctis, Nusco, Rocca San Felice, Sant'Andrea di Conza, Sant'Angelo dei Lombardi, Senerchia, Sturno, Teora Torella dei Lombardi, Villamaina

## Tribunale di Benevento

### Giudice di pace di Airola
Airola, Arpaia, Bucciano, Forchia, Moiano, Paolisi

### Giudice di pace di Ariano Irpino
Ariano Irpino, Bonito, Carife, Casalbore, Castel Baronia, Flumeri, Greci, Grottaminarda, Melito Irpino, Montaguto, Montecalvo Irpino, San Nicola Baronia, San Sossio Baronia, Savignano Irpino, Scampitella, Trevico, Vallata, Vallesaccarda, Villanova del Battista, Zungoli

### Giudice di pace di Benevento
Apice, Arpaise, Benevento, Calvi, Campoli del Monte Taburno, Castelpoto, Cautano, Ceppaloni, Chianche, Dugenta, Foglianise, Fragneto l'Abate, Fragneto Monforte, Frasso Telesino, Melizzano, Montefusco, Paduli, Paupisi, Pesco Sannita, Petruro Irpino, Pietradefusi, Pietrelcina, Ponte, San Giorgio del Sannio, San Leucio del Sannio, San Martino Sannita, San Nazzaro, San Nicola Manfredi, Sant'Angelo a Cupolo, Sant'Arcangelo Trimonte, Solopaca, Telese Terme, Tocco Caudio, Torrecuso, Torrioni, Venticano, Vitulano

### Giudice di pace di Colle Sannita
Baselice, Campolattaro, Castelfranco in Miscano, Castelpagano, Castelvetere in Val Fortore, Circello, Colle Sannita, Foiano di Val Fortore, Montefalcone di Val Fortore, Morcone, Pontelandolfo, Reino, San Bartolomeo in Galdo, Santa Croce del Sannio, Sassinoro

### Giudice di pace di Guardia Sanframondi
Amorosi, Casalduni, Castelvenere, Cerreto Sannita, Cusano Mutri, Faicchio, Guardia Sanframondi, Pietraroja, Puglianello, San Lorenzello, San Lorenzo Maggiore, San Lupo, San Salvatore Telesino

### Giudice di pace di Mirabella Eclano
Fontanarosa, Luogosano, Mirabella Eclano, Paternopoli, Sant'Angelo all'Esca, Taurasi

### Giudice di pace di Montesarchio
Apollosa, Bonea, Montesarchio, Pannarano

### Giudice di pace di San Giorgio La Molara
Buonalbergo, Ginestra degli Schiavoni, Molinara, Pago Veiano, San Giorgio La Molara, San Marco dei Cavoti

### Giudice di pace di Sant'Agata de' Goti
Durazzano, Limatola, Sant'Agata de' Goti

## Tribunale di Napoli
- Tribunale, sede centrale: Anacapri, Bacoli, Capri, Ercolano, Monte di Procida, Napoli, Portici, San Giorgio a Cremano, Pozzuoli, Procida, Quarto
- Tribunale, sezione distaccata di Ischia:[4] Barano d'Ischia, Casamicciola Terme, Forio, Ischia, Lacco Ameno, Serrara FontanaPalazzo di giustizia di Napoli

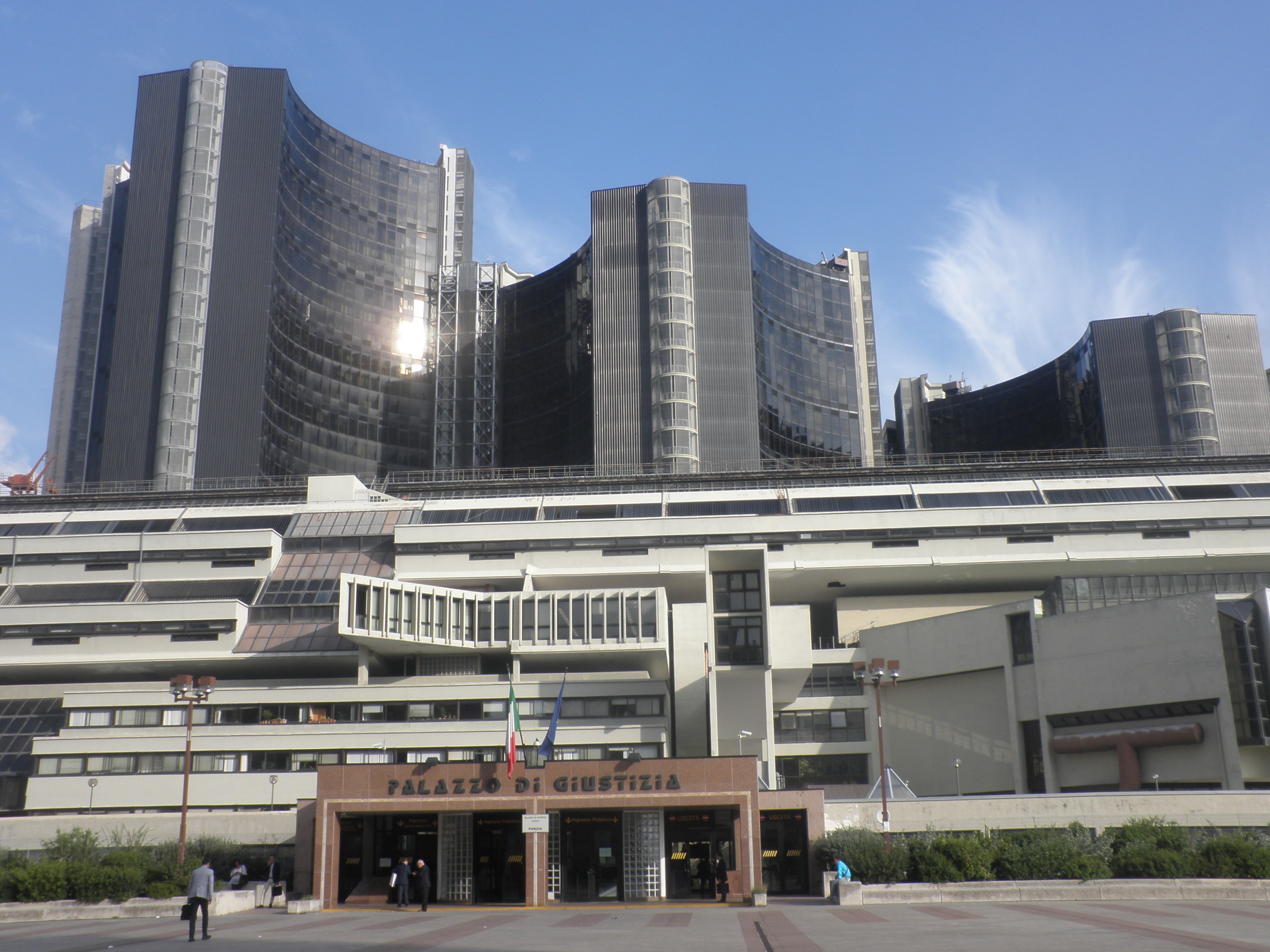
Palazzo di giustizia di Napoli

### Giudice di pace di Barra
Data di inizio di funzionamento dell'Ufficio: 15 settembre 2015.
Napoli (municipalità VI), San Giorgio a Cremano

### Giudice di pace di Capri
Anacapri, Capri

### Giudice di pace di Ischia
Barano d'Ischia, Casamicciola Terme, Forio, Ischia, Lacco Ameno, Serrara Fontana

### Giudice di pace di Napoli
Bacoli, Ercolano, Monte di Procida, Napoli (esclusa municipalità VI), Portici, Pozzuoli, Quarto

### Giudice di pace di Procida
Procida

## Tribunale di Napoli Nord

### Giudice di pace di Afragola
Afragola, Caivano, Cardito

### Giudice di pace di Casoria
Arzano, Casavatore, Casoria, Napoli (Municipalità 7 di Napoli)

### Giudice di pace di Marano di Napoli
Calvizzano, Giugliano in Campania, Marano di Napoli, Melito di Napoli, Mugnano di Napoli, Qualiano, Villaricca

### Giudice di pace di Napoli Nord
Aversa, Carinaro, Casal di Principe, Casaluce, Casapesenna, Casandrino, Cesa, Crispano, Frattamaggiore, Frattaminore, Frignano, Gricignano di Aversa, Grumo Nevano, Lusciano, Orta di Atella, Parete, San Cipriano d'Aversa, San Marcellino, Sant'Antimo, Sant'Arpino, Succivo, Teverola, Trentola Ducenta, Villa di Briano, Villa Literno

## Tribunale di Nola

### Giudice di pace di Acerra
Acerra

### Giudice di pace di Marigliano
Brusciano, Mariglianella, Marigliano, San Vitaliano, Scisciano

### Giudice di pace di Nola
Camposano, Carbonara di Nola, Casamarciano, Cicciano, Cimitile, Comiziano, Liveri, Nola, Ottaviano, Palma Campania, Roccarainola, San Gennaro Vesuviano, San Giuseppe Vesuviano, San Paolo Bel Sito, Saviano, Terzigno, Tufino, Visciano

### Giudice di pace di Pomigliano d'Arco
Casalnuovo di Napoli, Castello di Cisterna, Pomigliano d'Arco

### Giudice di pace di Sant'Anastasia
Cercola, Massa di Somma, Pollena Trocchia, San Sebastiano al Vesuvio, Sant'Anastasia, Somma Vesuviana, Volla

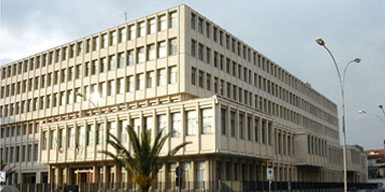
Palazzo di Giustizia di Santa Maria Capua Vetere (CE)

## Tribunale di Santa Maria Capua Vetere

### Giudice di pace di Arienzo
Arienzo, San Felice a Cancello, Santa Maria a Vico

### Giudice di pace di Carinola
Carinola, Falciano del Massico, Francolise, Mondragone

### Giudice di pace di Caserta
Casagiove, Caserta, Castel Morrone, Cervino, Maddaloni, San Marco Evangelista, San Nicola la Strada, Valle di Maddaloni

### Giudice di pace di Piedimonte Matese
Alife, Alvignano, Caiazzo, Castel Campagnano, Castello del Matese, Dragoni, Gioia Sannitica, Piana di Monte Verna, Piedimonte Matese, Raviscanina, Ruviano, San Gregorio Matese, San Potito Sannitico, Sant'Angelo d'Alife

### Giudice di pace di Santa Maria Capua Vetere
Ailano, Bellona, Calvi Risorta, Camigliano, Cancello ed Arnone, Capodrise, Capriati a Volturno, Capua, Casapulla, Castel di Sasso, Castel Volturno, Ciorlano, Curti, Fontegreca, Formicola, Gallo Matese, Giano Vetusto, Grazzanise, Letino, Liberi, Macerata Campania, Marcianise, Pastorano, Pignataro Maggiore, Pontelatone, Portico di Caserta, Prata Sannita, Pratella, Recale, Rocchetta e Croce, San Prisco, San Tammaro, Santa Maria Capua Vetere, Santa Maria la Fossa, Sparanise, Valle Agricola, Vitulazio

### Giudice di pace di Sessa Aurunca
Cellole, Conca della Campania, Marzano Appio, Roccamonfina, Sessa Aurunca, Tora e Piccilli

### Giudice di pace di Teano
Baia e Latina, Caianello, Pietramelara, Pietravairano, Riardo, Roccaromana, Teano, Vairano Patenora

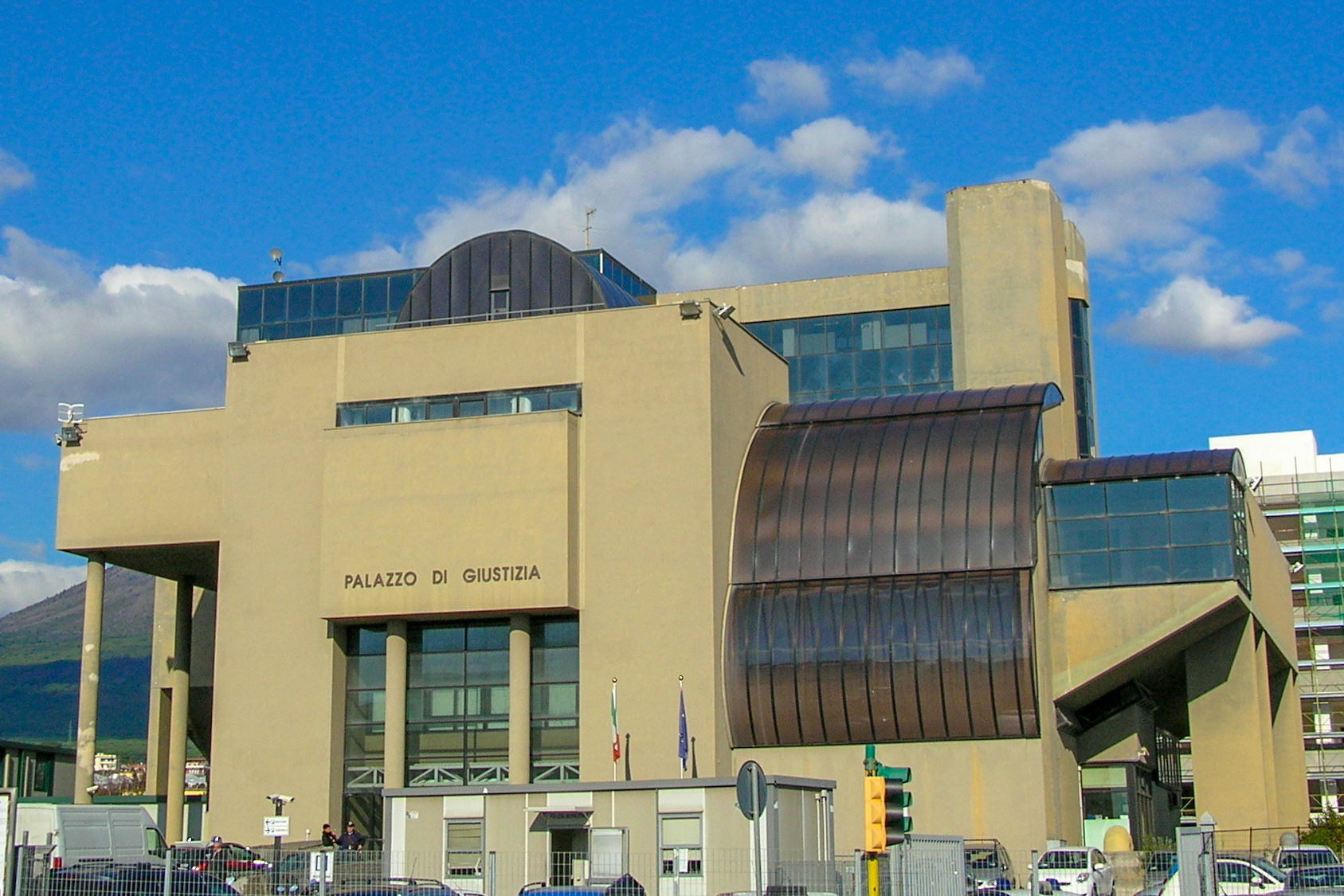
Palazzo di giustizia di Torre Annunziata (NA)

## Tribunale di Torre Annunziata

### Giudice di pace di Gragnano[5]
Agerola, Casola di Napoli, Gragnano, Lettere, Pimonte, Santa Maria la Carità, Sant'Antonio Abate

### Giudice di pace di Sorrento
Massa Lubrense, Meta, Piano di Sorrento, Sant'Agnello, Sorrento, Vico Equense

### Giudice di pace di Torre Annunziata
Boscoreale, Boscotrecase, Castellammare di Stabia, Poggiomarino, Pompei, Striano, Torre Annunziata, Torre del Greco, Trecase

## Altri organi giurisdizionali competenti per i comuni del distretto

### Sezioni specializzate
- Corti d’assise di Avellino, Benevento, Napoli, e Santa Maria Capua Vetere
- Corte d'assise d'appello di Napoli
- Sezioni specializzate in materia di impresa presso il Tribunale e la Corte d’appello di Napoli
- Tribunale regionale delle acque pubbliche di Napoli
- Sezione specializzata in materia di immigrazione, protezione internazionale e libera circolazione dei cittadini dell'Unione europea presso il Tribunale di Napoli

### Giustizia minorile
- Tribunale per i minorenni di Napoli[6]
- Corti d'appello di Napoli, sezione per i minorenni

### Sorveglianza
- Ufficio di sorveglianza: Avellino, Napoli e Santa Maria Capua Vetere
- Tribunale di sorveglianza: Napoli

### Giustizia tributaria
- Commissione tributaria provinciale (CTP): Avellino, Benevento, Caserta e Napoli
- Commissione tributaria regionale (CTR) Campania (Napoli)

### Giustizia militare
- Tribunale militare di Napoli[7]
- Corte d’appello militare di Roma

### Giustizia contabile
- Corte dei Conti: Sezione Giurisdizionale, Sezione regionale di controllo, Procura regionale presso la sezione giurisdizionale (Napoli)[8]

### Giustizia amministrativa
- Tribunale Amministrativo Regionale per la Campania, sede di Napoli[9]

### Usi civici
- Commissariato per la liquidazione degli usi civici di Campania e Molise, con sede a Napoli